# San Colombano al Lambro
San Colombano al Lambro település Olaszországban, Lombardia régióban, Milánó megyében. Lakosainak száma 7274 fő (2023. január 1.). San Colombano al Lambro Graffignana, Livraga, Miradolo Terme, Chignolo Po, Borghetto Lodigiano és Orio Litta községekkel határos.

## Népesség
A település lakossága az elmúlt években az alábbi módon változott:
| Lakosok száma | 7376 | 7336 | 7394 | 7274 |
|               | 2013 | 2017 | 2018 | 2023 |